# Urengoi
Urengoi (russisch Уренго́й) ist eine Siedlung städtischen Typs im Autonomen Kreis der Jamal-Nenzen (Russland) mit 10.066 Einwohnern (Stand 14. Oktober 2010). Sie ist nicht zu verwechseln mit der 80 Kilometer westlich gelegenen Großstadt Nowy Urengoi.

## Geographie
Urengoi liegt im Westsibirischen Tiefland, etwa 530 Kilometer östlich (Luftlinie) der Kreishauptstadt Salechard. Die Stadt liegt am rechten (östlichen) Ufer des Flusses Pur.
Urengoi gehört zum Rajon Purowski, dessen Verwaltungszentrum Tarko-Sale etwa 120 Kilometer südlich, nahe der Entstehung des Pur aus seinen Quellflüssen Pjakupur und Aiwassedapur liegt.

## Geschichte
Ende der 1940er Jahre wurde im Bereich der heutigen Siedlung Urengoi die Überquerung des Pur durch die Polarkreiseisenbahn von Salechard nach Igarka geplant. Nachdem der Bau nach Stalins Tod eingestellt worden war, wurde der Ort wieder verlassen, bis in den 1960er Jahren die Erschließung der Erdöl- und Erdgasvorkommen Westsibiriens begann. 1966 gilt als Gründungsjahr des Ortes.
Das in Folge entdeckte riesige Gasfeld erhielt nach der Siedlung den Namen Gasfeld Urengoi. Schon bald entstand weiter westlich, näher an den Gasförderstätten, eine neue Siedlung, Nowy Urengoi („Neu-Urengoi“), welche die alte Siedlung bald in Bedeutung und Einwohnerzahl überholte und heute über 100.000 Bewohner zählt. Aber auch Urengoi erhielt 1979 den Status einer Siedlung städtischen Typs.

### Bevölkerungsentwicklung
| Jahr | Einwohner |
| ---- | --------- |
| 1969 | 1.092     |
| 1989 | 11.868    |
| 2002 | 9.329     |
| 2010 | 10.066    |

Anmerkung: ab 1989 Volkszählungsdaten

## Wirtschaft und Infrastruktur
Hauptwirtschaftszweig ist die Erdöl- und Erdgaserkundung: In Urengoi haben zahlreiche geologische und geophysikalische Unternehmen ihren Standort.
Etwa zehn Kilometer südwestlich der Stadt liegt die Siedlung Korottschajewo, wo die Eisenbahnstrecke von Stary Nadym bzw. Jamburg (über Nowy Urengoi) in Richtung Tjumen (über Surgut) nach Süden abknickt (und damit den Verlauf der Polarkreiseisenbahn verlässt). Dieser nach Süden führende Streckenabschnitt wurde 1990 noch von den Sowjetischen Staatsbahnen regulär in Betrieb genommen, wird heute von der Russischen Staatsbahn (RŽD) betrieben und bindet die Region auch ans Eisenbahnnetz des europäischen Teils von Russland an. Die von Korottschajewo über Nowy Urengoi nach Westen führende Strecke, die der in den 1950er Jahren teilweise fertiggestellten Trasse der Polarkreiseisenbahn folgt, wurde bereits ab den 1970er Jahren als Industriebahn in Betrieb genommen und wird heute von der Jamal-Eisenbahn-Gesellschaft betrieben, einem Gemeinschaftsunternehmen des Autonomen Kreises, der RŽD-Filiale Swerdlowsker Eisenbahn und Sewtjumentransput.
Urengoi war mit Korottschajewo und dem Straßennetz am linken Ufer des Pur lange Zeit nur über Pontonbrücken bzw. im Winter über eine Eisstraße verbunden. Am 16. Oktober 2020 wurde eine Straßenbrücke über den Pur eröffnet.
Bei der Siedlung befindet sich ein kleiner Flusshafen am Pur.